# Gezeichnete Baumstachelratte
Die Gezeichnete Baumstachelratte (Callistomys pictus) ist ein Nagetier in der Familie der Stachelratten, das in Südamerika vorkommt. Sie wird seit 1998 als einzige Art in der Gattung Callistomys geführt.

## Taxonomie
Vor Einführung der Gattung Callistomys war der taxonomische Status des Tieres unklar. Es wurde von verschiedenen Autoren in verschiedenen Gattungen der Stachelratten gelistet. Der wissenschaftliche Name der neuen Gattung ist aus den griechischen Wörtern καλός (kalós) für schön und μῦς (mûs) für Maus gebildet. Das Artepitheton ist lateinisch und bedeutet gefärbt.
Laut einer Studie von 2014 ist die Gezeichnete Baumstachelratte näher mit der Biberratte (Myocastor coypus) als mit anderen Stachelratten verwandt. Die beiden Arten bilden eine Klade in der Tribus Myocastorini innerhalb der Unterfamilie der Eigentlichen Stachelratten (Echimyinae).
Zur neu gebildeten Gattung Callistomys zählt eine ausgestorbene Art, Callistomys villosus, die anfänglich der jetzt aufgelösten Gattung Lasiuromys zugerechnet wurde. Lasiuromys ist ein Synonym der Bürstenschwanzratten (Isothrix).

## Merkmale
Der zweite Teil des deutschen Trivialnamens bezieht sich auf die ursprünglich vermutete Zugehörigkeit zu den Baumstachelratten (Diplomys) – es sind jedoch keine Stacheln im Fell eingemischt. Das lange und dichte Fell der Oberseite besteht aus weichen Haaren, die nahe der Wurzel braun sind, während der äußere Abschnitt eine schwarze oder weiße Farbe besitzt. Die Haare mit schwarzer Spitze bilden eine sattelförmige deutlich abgegrenzte Zeichnung von den Schultern bis zum Hinterteil. An den übrigen Bereichen des Rumpfes haben die Haare weiße Spitzen. Ein weiterer schwarzer Fleck befindet sich auf der Kopfoberseite. Der vordere Bereich des Schwanzes ist oberseits schwarz, worauf ein kurze weiße Spitze folgt. Die Unterseite des Schwanzes ist gelblich. Die Gezeichnete Baumstachelratte besitzt lange schmale Vibrissen, welche die Schultern erreichen, soweit sie nach hinten gebogen werden.
Mit einer Kopfrumpflänge von 25,0 bis 29,5 cm und einer Schwanzlänge von 27,3 bis 32,5 cm ist die Art deutlich kleiner als der Sumpfbiber. Die Hinterfüße sind 4,3 bis 4,7 cm lang und die erreichen eine Länge von etwa 1,6 cm.

## Verbreitung
Die Art lebt im Osten des Bundesstaates Bahia in Brasilien in der Nähe des Atlantiks. Sie bewohnt tropische Regenwälder im Flachland und besucht gelegentlich Kakao-Pflanzungen.

## Status
Mit 13 bekannten Exemplaren zum Jahr 2016 ist die Art sehr selten. Zusätzlich ist ihr Bestand bedroht, wenn Wälder zu Landwirtschaftsflächen und Verkehrswegen umgewandelt werden. Die genaue Populationsgröße ist nicht bekannt, doch es wird angenommen, dass diese abnimmt. Die IUCN listet die Gezeichnete Baumstachelratte als stark gefährdet (Endangered).